# Turcomanni iracheni al Turkvision Song Contest
l Turcomanni iracheni hanno debuttato nell'edizione del 2020. 

## Partecipazioni
- Primo posto
- Secondo posto
- Terzo posto
- Ultimo posto

| Anno                                    | Artista        | Canzone | Posizione | Punti | Note |
| --------------------------------------- | -------------- | ------- | --------- | ----- | ---- |
| Nessuna partecipazione dal 2013 al 2015 |                |         |           |       |      |
| 2020                                    | Sarmad Mahmood | Kelebek | 26        | 150   |      |